# Tour de Flandes 1968
El Tour de Flandes 1968 va ser la 52a edició del Tour de Flandes. La cursa es disputà el 30 de març de 1968, amb inici a Gant i final a Merelbeke després d'un recorregut de 245 quilòmetres. El vencedor final fou el belga Walter Godefroot, que s'imposà a l'esprint en un grup format per 16 ciclistes. L'alemany Rudi Altig acabà segon, mentre el neerlandès Jan Janssen acabà en tercera posició. El belga Guido Reybrouck, inicialment segon, fou desqualificat.

## Classificació final
|    | Ciclista                       | Equip                    | Temps      |
| -- | ------------------------------ | ------------------------ | ---------- |
| 1  | Walter Godefroot (BEL)         | Flandria-De Clerck       | 5h 52' 00" |
|    | Guido Reybrouck (BEL)          | Faema                    | m. t.      |
| 2  | Rudi Altig (GER)               | Salvarani                | m. t.      |
| 3  | Jan Janssen (NED)              | Pelforth-Sauvage-Lejeune | m. t.      |
| 4  | Daniel van Ryckeghem (BEL)     | Mann-Grundig-Libertas    | m. t.      |
| 5  | Roger Rosiers (BEL)            | Mann-Grundig-Libertas    | m. t.      |
| 6  | Jo de Roo (NED)                | Willem II-Gazelle        | m. t.      |
| 7  | Bernard van de Kerckhove (BEL) | Pelforth-Sauvage-Lejeune | m. t.      |
| 8  | Eddy Merckx (BEL)              | Faema                    | m. t.      |
| 9  | Ludo van Dromme (BEL)          | Flandria-De Clerck       | m. t.      |
| 10 | Rik van Looy (BEL)             | Willem II-Gazelle        | m. t.      |